# Hansando
L'isola di Hansan (한산도?), conosciuta anche come Hansando, è un'isola nella provincia del Gyeongsang meridionale nello stretto di Chungmu sulla penisola di Tongyeong.

## Storia
L'area intorno all'isola fu il sito della battaglia dell'isola di Hansan durante la guerra di Imjin, dove l'ammiraglio Yi Sun-sin sconfisse in modo decisivo la flotta giapponese principale guidata da Wakizaka Yasuharu. Dopo la battaglia, l'ammiraglio Yi spostò la sua base navale da Yeosu all'isola di Hansan poiché era strategicamente vantaggiosa per la sorveglianza e la ricognizione del vicino stretto di Gyeonnaeryang, il quale costituiva una rotta interna che portava direttamente alla base principale giapponese a Pusan.